# Єлизавета Генрієтта Гессен-Кассельська
Єлизавета Генрієтта Гессен-Кассельська (нім. Elisabeth Henriette von Hessen-Kassel; 18 листопада 1661 — 7 липня 1683) — німецька шляхтянка XVII сторіччя з Гессенської династії, донька ландграфа Гессен-Касселю Вільгельма VI та бранденбурзької принцеси Ядвіґи Софії, дружина курпринца Бранденбургу Фрідріха.

## Біографія
Єлизавета Генрієтта народилась 18 листопада 1661 року у Касселі. Вона була наймолодшою, сьомою, дитиною та третьою донькою в родині ландграфа Гессен-Касселю Вільгельма VI та його дружини Ядвіґи Софії Бранденбурзької. Гессен-Кассель за кілька років до цього увійшов до Рейнського альянсу.
Коли дівчинці не було і двох років, помер її батько. Регентство у країні здійснювала її матір. Доньку вона виховувала у дусі реформатської віри.  

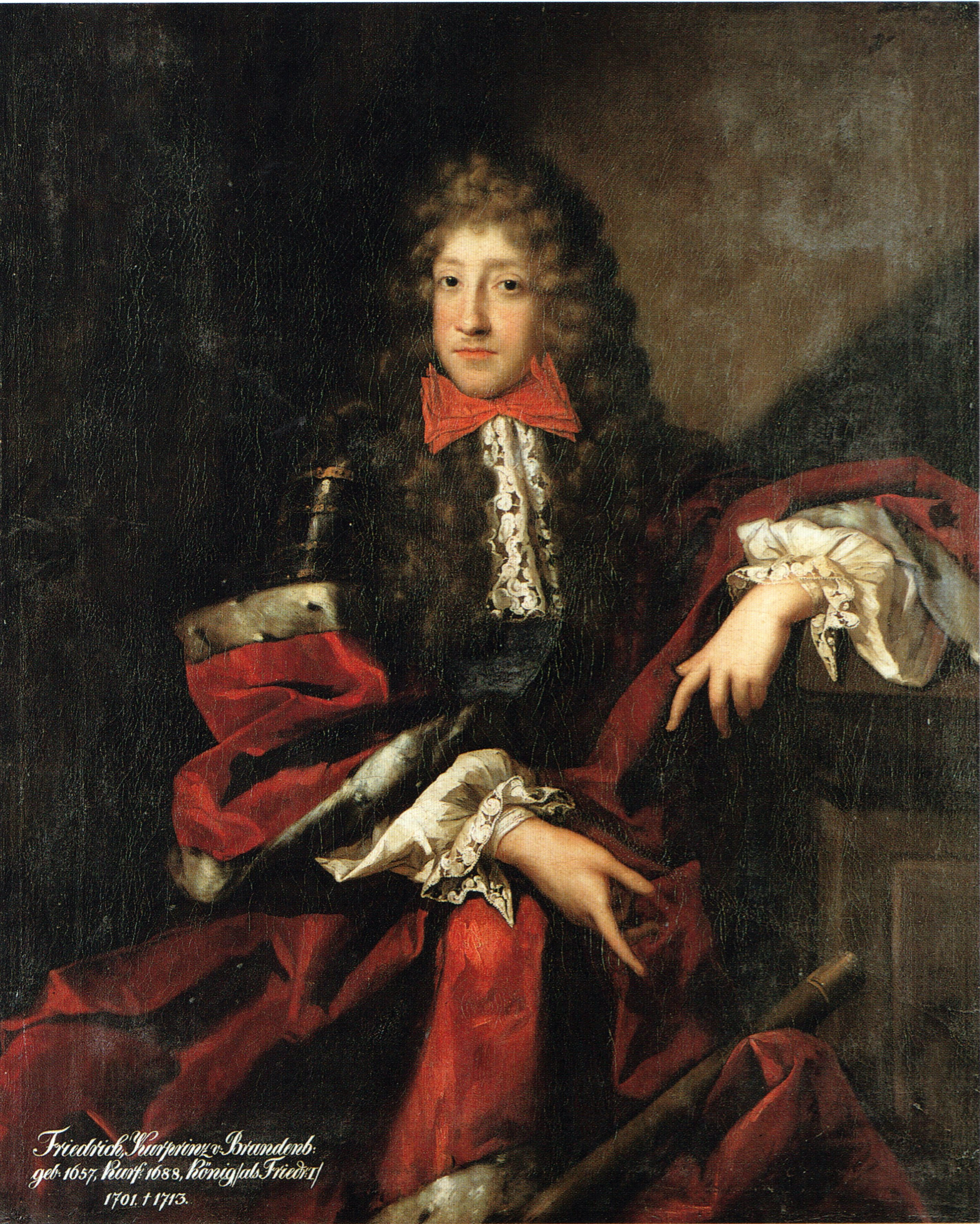
Курпринц Фрідріх

Її стараннями було договорено про шлюб між Єлизаветою Генрієттою та курпринцем Бранденбургу Фрідріхом. Молоді люди знали одне одного з дитинства і між ними існувала симпатія. Офіційно вони заручилися у 1676 році, однак до цього були три роки заручені таємно.
У 1677 році Ядвіґа Софія передала правління синові, а у квітні 1678 разом із Єлизаветою Генрієттою вони вирушили до Берліна. На вінчання довелося чекати цілий рік, доки врегульовувались фінансові питання, а Фрідріх перебував на укладенні Німвегенських угод. Принцеса провела цей час у Міському палаці — головній резиденції курфюрстів Бранденбурзьких .
Церемонія відбулася у Потсдамі 13 серпня 1679. Нареченій було 17 років, нареченому виповнилося 22. За рік у подружжя народилася донька. Родина проживала у Кьопенікському палаці, де перед цим була проведена масштабна реконструкція. Шлюб виявився щасливим, однак у 1681 році Єлизавета Генрієтта раптово померла від віспи. Поховали її у Берлінському соборі.
Наступного року Фрідріх, хоча й важко переживав втрату дружини, оженився із Софією Шарлоттою Ганноверською.

## Родина
Чоловік — Фрідріх, курфюрст Бранденбурзький
Дитина:
- Луїза Доротея (1680—1705) — дружина кронпринца Гессен-Касселю Фрідріха, дітей не мала.